# Resolutie 1097 Veiligheidsraad Verenigde Naties
Resolutie 1097 van de Veiligheidsraad van de Verenigde Naties werd unaniem door de
Veiligheidsraad van de Verenigde Naties aangenomen op 18 februari 1997.

## Achtergrond
De etnische conflicten in Rwanda en Burundi hadden al honderdduizenden levens gekost en
voor een enorme vluchtelingenstroom gezorgd, van wie er velen naar buurland Zaïre gingen. Vandaaruit werd de
strijd gewoon verder gezet, waardoor de hele regio gedestabiliseerd raakte.

## Inhoud
De Veiligheidsraad:
- Bezorgd om de verslechterende situatie in het Grote Merengebied, vooral Oost-Zaïre, en de veiligheid van vluchtelingen.
- Verwelkomt de secretaris-generaals brief over zijn inspanningen.
- Bevestigt de verklaring van de voorzitter van de Raad op 7 februari.
- Bevestigt ook dat de soevereiniteit en territoriale integriteit van de landen in de regio moet worden gerespecteerd.
- Benadrukt dat alle betrokkenen het internationaal humanitair recht moeten naleven.
- Steunt de VN/OAE-Speciale Vertegenwoordiger.

1. Steunt het volgend 5-puntenplan van de secretaris-generaal:
  - Onmiddellijke beëindiging van de vijandelijkheden,
  - Terugtrekking van alle buitenlandse troepen, waaronder huurlingen,
  - Bevestiging van de soevereiniteit en territoriale integriteit van Zaïre en de andere landen in de regio,
  - Bescherming van vluchtelingen en humanitaire hulp,
  - Snelle en vreedzame oplossing door dialoog, verkiezingen en een internationale conferentie.
2. Roept alle betrokkenen op samen te werken met de Speciale Vertegenwoordiger.
3. Besluit om actief op de hoogte te blijven.

## Verwante resoluties
- Resolutie 1078 Veiligheidsraad Verenigde Naties (1996)
- Resolutie 1080 Veiligheidsraad Verenigde Naties (1996)
- Resolutie 1200 Veiligheidsraad Verenigde Naties (1998)
- Resolutie 1241 Veiligheidsraad Verenigde Naties (1999)

Lijst ·  1093 ·  1094 ·  1095 ·  1096 ·  1097 ·  1098 ·  1099 ·  1100 ·  1101 ·  1102 ·  1103 ·  1104 ·  1105 ·  1106 ·  1107 ·  1108 ·  1109 ·  1110 ·  1111 ·  1112 ·  1113 ·  1114 ·  1115 ·  1116 ·  1117 ·  1118 ·  1119 ·  1120 ·  1121 ·  1122 ·  1123 ·  1124 ·  1125 ·  1126 ·  1127 ·  1128 ·  1129 ·  1130 ·  1131 ·  1132 ·  1133 ·  1134 ·  1135 ·  1136 ·  1137 ·  1138 ·  1139 ·  1140 ·  1141 ·  1142 ·  1143 ·  1144 ·  1145 ·  1146